# Ametzaga (Asparrena)
Pour les articles homonymes, voir Ametzaga.
Ametzaga est une commune ou contrée de la municipalité d'Asparrena dans la province d'Alava dans la Communauté autonome basque, localisée à 5 km au Nord-Est de la localité d'Agurain-Salvatierra, à environ 80 km au Sud-Ouest de San Sebastian.
Population : 35 habitants en 2017[réf. souhaitée].